# Matuku (Tonga)
Matuku est une petite île du groupe Lulunga (en), lui-même partie du groupe des îles Haʻapai (Tonga).